# Operace Rudý úsvit
Operace Rudý úsvit (anglicky Operation Red Dawn) byla operace Spojených států v Iráku, která vedla k zatčení sesazeného prezidenta Saddáma Husajna.

## Průběh
Saddám Husajn, sesazený prezident Iráku, byl zajat silami Spojených států ve městě Ad-Dawr v Iráku dne 13. prosince 2003. Tato vojenská operace s kódovým označením Operace Rudý úsvit byla pojmenována po americkém filmu Rudý úsvit z roku 1984. Mise byla provedena společným operačním uskupením Task Force 121 – elitním a tajným společným speciálním operačním týmem, podporovaným 1. brigádním bojovým týmem (vedeným plukovníkem Jamesem Hickeym) ze 4. pěší divize, kterému velel generálmajor Raymond Odierno. Tyto jednotky prohledali dvě místa, kódově označena jako „Wolverine 1“ a „Wolverine 2“, mimo město ad-Dawr, ale Husseina nenašli. Pokračující pátrání mezi těmito dvěma místy nalezlo Husajnovu skrýš ve 20:30 místního času. Hussein se nebránil, nicméně byl ozbrojen, a tak jej vojáci udeřili pěstí a povalili na zem.
Že jde skutečně o bývalého diktátora potvrdily testy DNA provedené v Madridu. Představitelé americké správy v Iráku pak na tiskové konferenci v Bagdádu ukázali videozáběry zachycující Saddáma Husajna po zadržení u Tikrítu a při lékařské prohlídce. Velitel amerických jednotek v Iráku Ricardo Sanchez také promítl snímky Saddámova úkrytu pod domem v Daúru asi 15 kilometrů jižně od Tikrítu. Prach a špína tam maskovaly zhruba 2 m hlubokou jámu s ventilační trubkou.
Na základě jeho postavení vrchního velitele ozbrojených sil starého režimu byl Husajnovi udělen status válečného zajatce.